# Semitrivia
Semitrivia is een geslacht van weekdieren uit de klasse van de Gastropoda (slakken).

## Soorten
- Semitrivia erugata (Tate, 1890) †
- Semitrivia hallucinata (Liltved, 1984)
- Semitrivia tsuchidai Fehse, 2002